# カウカデンズ駅
座標: 北緯55度52分06秒 西経4度15分33秒 / 北緯55.86833度 西経4.25917度
カウカデンズ駅（カウカデンズえき）はスコットランドグラスゴーに位置するグラスゴー地下鉄の駅である。

## 駅構造
島式ホーム1面2線の地下駅。

## 駅周辺
- ガーネットヒル
- 王立スコットランド音楽演劇アカデミー
- セント・アロイシャス大学

## 歴史
- 1896年12月14日 - 開業。
- 1977年 - 大規模工事開始。
- 1980年 - 大規模工事終了。

## 隣の駅
■グラスゴー地下鉄
セント・ジョージズ・クロス駅 - カウカデンズ駅 - ブキャナン・ストリート駅